# Derk Zijlker

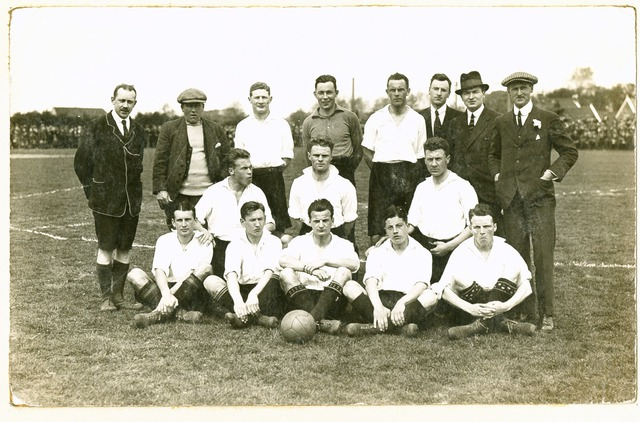
Het kampioenselftal van Be Quick in 1920. Deck de Ruiter Zijlker in het midden van de achterste rij.

Derk Zijlker (ook bekend als Deck de Ruiter Zijlker) (Katwijk, 29 februari 1896 - Belmont, 13 juni 1942) was een Nederlands voetballer.
Derk Zijlker speelde als doelman bij Ajax Leiden, HBS en, van 1919 tot 1922, bij Be Quick. Hij maakte deel uit van het elftal van Be Quick dat in 1920 kampioen van Nederland werd. Van die ploeg was hij de enige die nooit deel uitmaakte van het Nederlands elftal. Hij zou in november 1921 met Oranje tegen Frankrijk spelen, maar ging wegens een blessure niet mee naar Parijs.
In 1923 emigreerde hij naar de Verenigde Staten. Hij trouwde in dat jaar in Lakeshore (Californië) en vestigde zich later in San Francisco. Hij was een van de oprichters van de San Francisco Vikings Soccer Club en startte in 1939 het juniorenvoetbal binnen de vereniging. Ook zijn zoon Hemmo Derk (1924-2005) was actief binnen die club. Zijn kleinzoon Jim Zylker (1951) speelde voor de San Jose Earthquakes en deed met de Amerikaanse ploeg mee aan de Olympische Zomerspelen 1972.
Derk Zijlker wordt vermeld als chemicus en als werkend in de olie-industrie. Hij overleed op 46-jarige leeftijd na een auto-ongeluk.

## Naam
Hij werd geboren met de achternaam Zijlker. Bij koninklijk besluit van 5 juli 1897 kreeg zijn vader toestemming aan die naam "de Ruiter" toe te voegen. Zijn achternaam wordt in de USA echter ook wel vermeld als Zylker. Derk Zijlker was een kleinzoon van de jurist en politicus Derk de Ruiter Zijlker, naar wie hij vernoemd werd.